# المقدام (ريمة)

تعديل مصدري - تعديل

قرية المقدام

هي إحدى قرى عزلة المخلاف الواقعة ضمن مديرية مزهر التابعة لمحافظة ريمة، بلغ تعداد سكانها (504) نسمة حسب تعداد اليمن لعام 2004.

## المحلات التابعة للقرية
- المهون
- المرحم
- الصرح
- الخيار
- الجوار

## روابط خارجية
- الدليل الشامــل